# 더글러스 페어뱅크스 주니어
더글러스 페어뱅크스 주니어(영어: Douglas Fairbanks Jr., 1909년 12월 9일 ~ 2000년 5월 7일)는 미국의 배우, 영화 제작자, 전직 해군 장교이다. 고전기 할리우드 배우 더글러스 페어뱅크스의 아들이다.

## 영화
- 캐리 그랜트 (1988년) - 본인 역
- 고스트 스토리 (1981년) - 에드워드 찰스 원덜리 역
- 사랑의 유람선 (1977년)
- 댓 레이디 인 어민 (1948년)
- 탈주(영어판) (1947년) - 찰스 스튜와트 역
- 건가 딘 (1939년)
- 파리의 분노 (1938년)
- 젠다성의 포로 (1937년) - 헨자우의 루퍼트 역
- 아침의 영광 (1933년)
- 파티 걸 (1930년)
- 리틀 시저 (1930년) - 조 역
- 새벽의 출격 (1930년)
- 쇼 오브 쇼 (1929년)
- 어 우먼 오브 어페어스 (1928년)
- 바커 (1928년)
- 스텔라 달라스 (1925년)